# Duriavenator
Duriavenator hesperis
Genre
Espèce
Synonymes
- Megalosaurus hesperis Waldman, 1974

Duriavenator est un genre fossile de dinosaures théropodes ayant vécu lors du Jurassique moyen dans ce qui est aujourd'hui l'Angleterre, et dont une seule espèce est connue, Duriavenator hesperis (Waldman, 1974).

## Systématique
L'espèce Duriavenator hesperis a été initialement décrite en 1974 par Michael Waldman (d) sous le protonyme de Megalosaurus hesperis avant d’être rattachée au genre Duriavenator spécialement créé pour elle par Roger Benson (d) en 2008.

## Étymologie
Son nom signifie « chasseur du Dorset », du latin Duria (nom latin du Dorset) et venator « chasseur ».

## Publications originales
- Genre Duriavenator :
  - (en) Roger B. J. Benson, « A redescription of 'Megalosaurus' hesperis (Dinosauria, Theropoda) from the Inferior Oolite (Bajocian, Middle Jurassic) of Dorset, United Kingdom », Zootaxa, Magnolia Press (d), vol. 1931, no 1,‎ 12 novembre 2008, p. 57-67 (ISSN 1175-5334 et 1175-5326, OCLC 49030618, DOI 10.11646/ZOOTAXA.1931.1.5).
- Espèce Duriavenator hesperis, sous le protonyme de Megalosaurus hesperis :
  - (en) Michael Waldman, « Megalosaurids from the Bajocian (Middle Jurassic) of Dorset », Palaeontology, Londres, Wiley-Blackwell, Palaeontological Association et Wiley, vol. 17,‎ 1974, p. 325-339 (ISSN 0031-0239 et 1475-4983, OCLC 44674714 et 1761779, lire en ligne).